# آگوستین مدینا
آگوستین مدینا (انگلیسی: Agustín Medina؛ زادهٔ ۱۱ ژوئیهٔ ۱۹۹۹) بازیکن فوتبال اهل آرژانتین است.